# Ischnocnema epipeda
Ischnocnema epipeda är en groddjursart som först beskrevs av Heyer 1984.  Ischnocnema epipeda ingår i släktet Ischnocnema och familjen Brachycephalidae. IUCN kategoriserar arten globalt som nära hotad. Inga underarter finns listade i Catalogue of Life.